# Муха, Виталий Петрович
Вита́лий Петро́вич Му́ха (17 мая 1936, Харьков, УССР, СССР — 22 мая 2005, Кудряшовский, Новосибирская область, Россия) — советский и российский государственный и политический деятель, первый секретарь Новосибирского обкома КПСС с 30 октября 1989 года по 12 августа 1990 года, глава администрации (губернатор) Новосибирской области с 26 ноября 1991 года по 5 октября 1993 года и с 29 декабря 1995 года по 14 января 2000 года.

## Биография
Родился 17 мая 1936 года в Харькове (Украинская ССР) в семье рабочих. По национальности украинец.

### Образование и трудовая деятельность
В 1960 году окончил Харьковский авиационный институт по специальности «инженер-механик», доцент. С 1960 по 1966 годы работал мастером, заместителем начальника цеха, начальником цеха Новосибирского авиационного завода имени В. П. Чкалова, с 1966 года — начальник отдела, заместитель главного инженера, главный инженер, с 1973 года — директор Новосибирского завода электротермического оборудования ПО «Сибэлектротерм».
С 1975 по 1982 годы — директор завода и генеральный директор ПО «Сибэлектротерм», в 1982—1988 годах — генеральный директор ПО «Сибсельмаш».

### Политическая деятельность
В 1963 г. вступил в КПСС. С декабря 1988 года — второй секретарь Новосибирского обкома КПСС. Предложивший ему этот пост В. Казарезов не ожидал, что Муха согласится уйти с должности гендиректора, где получал зарплату 1200 рублей, на должность второго секретаря с окладом 520 рублей, но Муха дал согласие. При его назначении возникли проблемы, так как он развёлся с первой женой, а отношения со второй ещё не оформил. Казарезов, высоко оценивавший Муху как организатора производства, добился его утверждения, обратившись к секретарю ЦК КПСС Г. Разумовскому.
С 30 октября 1989-го — первый секретарь Новосибирского обкома КПСС. С апреля 1990 года, после избрания на руководящие должности в областной Совет, совмещал должности председателя областного Совета народных депутатов и первого секретаря обкома партии до августа 1990 года. В августе 1990 года XXIV областная конференция КПСС на основании принятого решения о нецелесообразности совмещения должностей советских и партийных руководителей освободила Муху от обязанностей первого секретаря обкома КПСС. На эту должность был назначен второй секретарь обкома В. Н. Полещук.
С 1990 по 1993 год — народный депутат России по Чулымскому избирательному округу № 533 г. Новосибирской области. На I Съезде народных депутатов РСФСР являлся членом депутатской группы «Коммунисты России», начиная со II съезда не входил во фракции и блоки. В августе 1991 г. во время выступления ГКЧП призвал население Новосибирской области руководствоваться положениями Конституции СССР и не поддаваться на призывы президента РСФСР Б. Ельцина к всеобщей забастовке. 26 ноября 1991 года указом Президента РСФСР был назначен главой администрации Новосибирской области.

В сентябре 1993 года был одним из организаторов всесибирского совещания представителей местных Советов, выдвинувшего Борису Ельцину требования о снятии блокады со здания Верховного Совета России в Москве под угрозой перекрытия Транссибирской железной дороги. После разгона Съезда народных депутатов и Верховного Совета в октябре 1993 года, был снят с должности главы администрации. В 1993 году — председатель Совета директоров компании «ТрансСибАвиа», председатель Совета директоров и вице-президент банка «Левобережный» в Новосибирске.

Могила на Заельцовском кладбище

24 декабря 1995 года во втором туре выборов был избран губернатором Новосибирской области. С января 1996 года по должности входил в Совет Федерации РФ, являлся членом Комитета по вопросам экономической политики. 19 декабря 1999 года занял третье место в первом туре очередных выборов главы администрации Новосибирской области (18 % голосов) и выбыл из дальнейшей борьбы.
Был делегатом XIX партийной конференции (1988) и XXVIII съезда КПСС (1986), членом ЦК КПСС (1990—1991). С февраля 1992 по октябрь 1993 года и с 15 декабря 1996 года был председателем Совета Межрегиональной ассоциации «Сибирское соглашение». Был дважды женат, имел троих сыновей и дочь, внуков.

### Смерть
Умер 22 мая 2005 года в посёлке Кудряшовский от сердечного приступа. Похоронен 24 мая на Заельцовском кладбище Новосибирска.

## Награды и звания

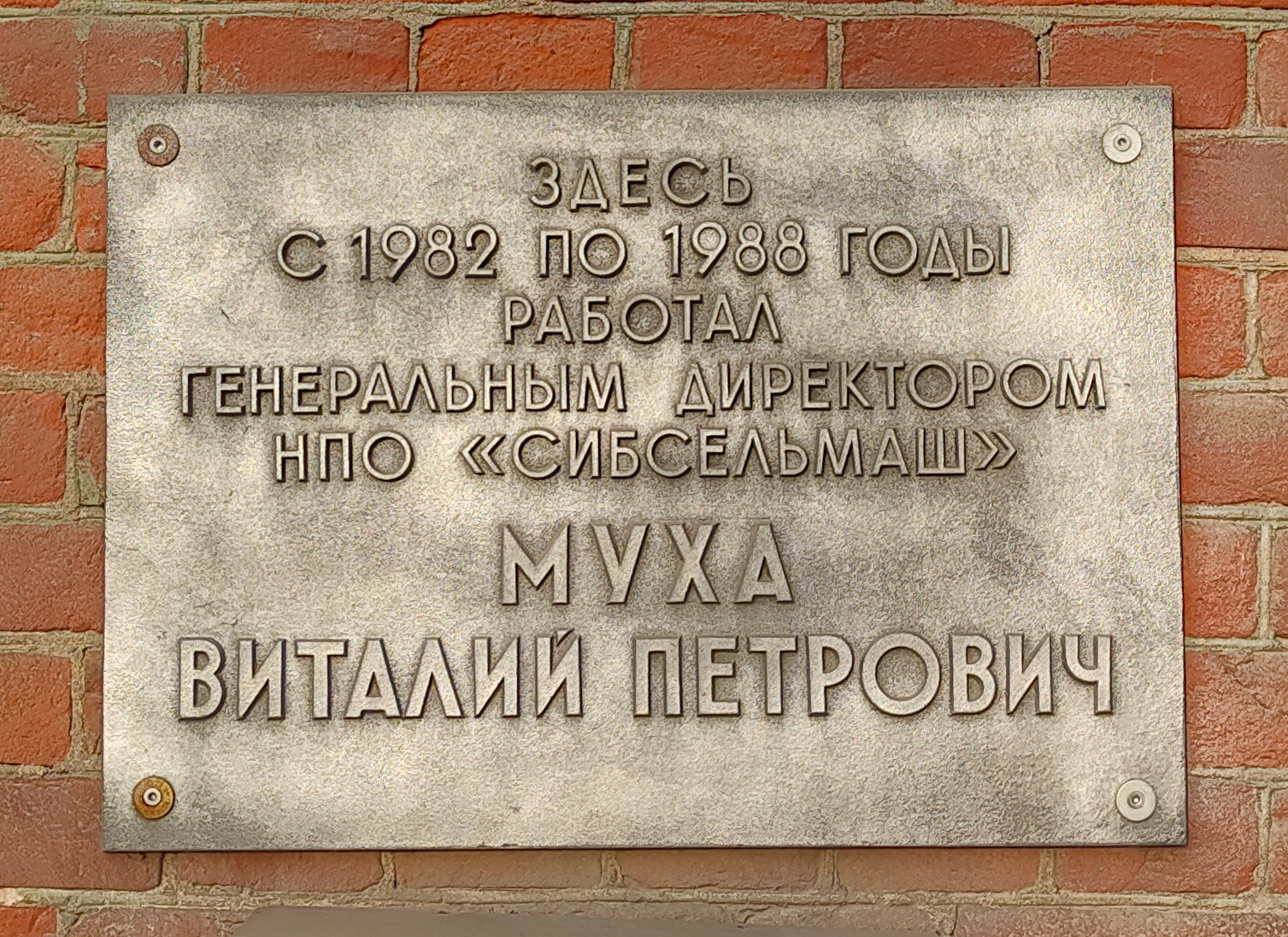
Мемориальная доска В. П. Муха на здании правления завода «Сибсельмаш»

- Орден Почёта (17 мая 1996 года) — за заслуги перед государством и многолетнюю добросовестную работу[11].
- Орден Трудового Красного Знамени[2][3].
- Медаль «За гражданские заслуги» (29 ноября 1999 года, Молдова) — за заслуги в развитии сотрудничества и укреплении дружбы между народами Республики Молдова и Российской Федерации, активную благотворительную деятельность и значительный вклад в сооружение, реконструкцию и восстановление памятников, посвящённых важным историческим событиям[12].
- Действительный член Жилищно-коммунальной академии РФ[2][3].

## Память
На здании правления завода «Сибсельмаш», на котором в 1982—1988 годах работал В. П. Муха, установлена мемориальная доска.
По адресу Г. Новосибирск, ул. Чаплыгина д.100 дом в котором жил В. П. Муха, установлена мемориальная доска.